# Ocyceros
Ocyceros és un gènere d'ocells de la família dels buceròtids (Bucerotidae). Aquests calaus habiten els boscos oberts del Pakistan, Índia i Sri Lanka.
Segons la classificació del Congrés Ornitològic Internacional (versió 2.5, 2010) aquest gènere conté tres espècies:
- calau gris de l'Índia (Ocyceros birostris).
- calau gris de Sri Lanka (Ocyceros gingalensis).
- calau gris de Malabar (Ocyceros griseus).